# Banks County
Banks County is een county in de Amerikaanse staat Georgia.
De county heeft een landoppervlakte van 605 km² en telt 14.422 inwoners (volkstelling 2000). De hoofdplaats is Homer.

## Bevolkingsontwikkeling

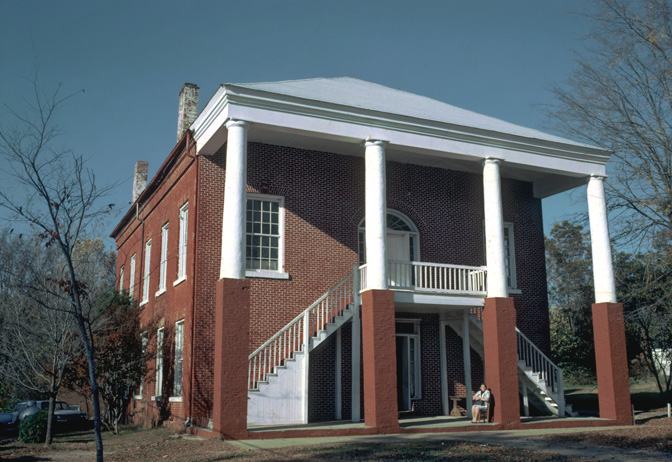
Banks County Courthouse